# Antonio Suárez
Pour les articles homonymes, voir Suárez et Antonio Suárez (1923-2013).
Antonio Suárez Vasquez, né le 20 mai 1932 à Madrid et mort le 6 janvier 1981 dans la même ville, est un coureur cycliste espagnol. 
Professionnel de 1956 à 1965, il a notamment remporté le Tour d'Espagne 1959 et été champion d'Espagne à trois reprises.

## Palmarès

### Palmarès année par année
- 1956
  - 1re étape du Tour des Asturies
  - 2e du Tour des Asturies
- 1957
  - 7e étape du Tour d'Andalousie
  - 1re et 9e étapes du Tour du Levant
  - 7e étape du Tour des Asturies
  - 1re étape du Tour de La Rioja
  - 16e étape du Tour d'Espagne
  - 3e du Tour des Asturies
- 1958
  - 7e étape du Tour d'Andalousie
  - 4e étape du Grand Prix de la Bicicleta Eibarresa
  - 2e étape du Circuito Montañés
  - 2e de Monaco-Mont Agel
  - 3e du Grand Prix de la Bicicleta Eibarresa
  - 9e du Tour de Catalogne
- 1959
  -  Champion d'Espagne sur route
  -  Champion d’Espagne des régions
  - Tour d'Espagne :
    -  Classement général
    -  Classement de la montagne
    - 5e et 10e étapes

  - 6e du Tour de Catalogne
- 1960
  -  Champion d'Espagne sur route
  - 1re étape du Tour du Levant (contre-la-montre par équipes)
  - Barcelone-Madrid :
    - Classement général
    - 1re étape

  - 2e étape du Grand Prix de la Bicicleta Eibarresa
  - 14e étape du Tour d'Espagne
- 1961
  -  Champion d'Espagne sur route
  - 6eb étape de Barcelone-Madrid (contre-la-montre par équipes)
  - Tour d'Espagne :
    -  Classement par points
    - 1rea (contre-la-montre par équipes) et 12e (contre-la-montre) étapes

  - 7e étape du Tour d'Italie
  - 3eb étape du Tour de Catalogne (contre-la-montre par équipes)
  - 3e du Tour d'Italie
  - 4e du Tour d'Espagne
- 1962
  - 2e du Tour de la province de Reggio de Calabre
  - 3e du Tour d'Émilie
  - 3e du championnat d'Espagne des régions
- 1963
  - 2e de Sassari-Cagliari
  - 2e du Trofeo Jaumendreu
  - 3e du championnat d'Espagne des régions
  - 3e du Tour de Catalogne
  - 6e du Tour d'Espagne
- 1964
  -  Champion d’Espagne des régions
  - 2e de Sassari-Cagliari
  - 3e de la Clásica a los Puertos de Guadarrama
- 1965
  -  Champion d’Espagne des régions
  - 5e du Tour de Catalogne

### Résultats sur les grands tours

#### Tour d'Espagne
8 participations
- 1956 : abandon (17e étape)
- 1957 : 21e, vainqueur de la 16e étape
- 1958 : abandon (11e étape)
- 1959 :  Vainqueur du classement général, vainqueur du  classement de la montagne et des 5e et 10e étapes,  maillot amarillo pendant 4 jours
- 1960 : 11e, vainqueur de la 14e étape
- 1961 : 4e, vainqueur du  classement par points et des 1rea (contre-la-montre par équipes) et 12e (contre-la-montre) étapes
- 1963 : 6e
- 1965 : 30e

#### Tour de France
6 participations
- 1957 : abandon (9e étape)
- 1958 : 64e
- 1959 : abandon (13e étape)
- 1960 : 17e
- 1962 : abandon (18e étape)
- 1963 : 43e

#### Tour d'Italie
3 participations
- 1961 : 3e, vainqueur de la 7e étape,  maillot rose pendant 1 jour
- 1962 : 11e,  maillot rose pendant 3 jours
- 1964 : 16e